# Universalpoesie
Universalpoesie ist ein literaturtheoretischer Begriff aus der Frühromantik, der durch das Übertragen philosophischer Gedanken auf den Umgang mit Literatur entstanden ist. Er wurde Ende des 18. Jahrhunderts vor allem von Friedrich Schlegel geprägt, der die Theorie der progressiven Universalpoesie zusammen mit Novalis entwickelte.

## Beschreibung
Die progressive Universalpoesie bezeichnet eine bestimmte, romantisch genannte Art von Literatur, welche nicht nur sämtliche literarischen Gattungen – also alle Formen von Lyrik, Drama und nicht zuletzt Prosa – zusammenführt, sondern auch die Literatur mit Philosophie, Kritik und Rhetorik, Kunst mit Wissenschaft verbinden soll. Dabei hat sie das Ziel, synästhetisch alle Sinne anzusprechen. Sie versucht, Traum und Wirklichkeit, Poesie und das echte gesellschaftliche Leben in einen Wechselbezug zu setzen. Progressiv ist sie, weil sie ewig im Werden ist. Entsprechend spielt das unvollendete Stück Literatur, das Fragment, eine große Rolle.

Seine Theorie zur Universalpoesie hat Schlegel nicht in einer zusammenhängenden Lehre dargestellt, sondern in verschiedenen Essays, Briefen – in der Romantik eine öffentliche Gattung –, einem Roman und eben Fragmenten, vornehmlich in der 1798 von ihm und seinem Bruder August Wilhelm in Jena gegründeten Zeitschrift Athenäum.

## Wichtige Grundlagentexte
Berühmt und grundlegend sind mehrere in der Zeitschrift Athenäum erschienene Texte. An erster Stelle steht – neben anderen Lyceums- und Athenäums-Fragmenten – das Athenäums-Fragment Nr. 116. Wichtig ist ebenfalls Friedrich Schlegels Wilhelm-Meister-Kritik, des Weiteren sein Roman Lucinde.

### Das Athenäums-Fragment Nr. 116
Die romantische Poesie ist eine progressive Universalpoesie. Ihre Bestimmung ist nicht bloß, alle getrennten Gattungen der Poesie wieder zu vereinigen und die Poesie mit der Philosophie und Rhetorik in Berührung zu setzen. Sie will und soll auch Poesie und Prosa, Genialität und Kritik, Kunstpoesie und Naturpoesie bald mischen, bald verschmelzen, die Poesie lebendig und gesellig und das Leben und die Gesellschaft poetisch machen, den Witz poetisieren und die Formen der Kunst mit gediegnem Bildungsstoff jeder Art anfüllen und sättigen und durch die Schwingungen des Humors beseelen. Sie umfaßt alles, was nur poetisch ist, vom größten wieder mehrere Systeme in sich enthaltenden Systeme der Kunst bis zu dem Seufzer, dem Kuß, den das dichtende Kind aushaucht in kunstlosem Gesang. […]
Dieser kleine Text lebt von den Paradoxien, die auch wenn sie sich scheinbar ausschließen, zusammen gedacht werden sollen. Neben der oben beschriebenen Hybris, die Gattungen und Wissenschaften zusammenzuführen, möchte die progressive Universalpoesie diese mal mischen, mal verschmelzen, d. h. auch in der Art der Mischung soll unterschiedlich vorgegangen werden. Dabei steht Kunstreflexion neben Kunst selbst: Die romantische Universalpoesie soll beides sein. Unter dem größten […] Systeme der Kunst muss man sich zu der Zeit Immanuel Kants Kritik der Urteilskraft vorstellen, was gleichwertig neben dem Lallen eines Säuglings stehen soll. Dabei finden wir als Ausdrucksform des Kindes einen Seufzer der Traurigkeit, die Liebesbezeugung im Kuss, die aber auch gleichzeitig Kommunikation ist. Zudem ist es dichtend in seiner unbewussten Art, denn – wie man kurz darauf erfährt – diese Dichtung ist, obwohl sie Gesang ist, trotzdem kunstlos. Bei der progressiven Universalpoesie spielen also verschiedene Formen der Absicht bei ihrer Ausführung eine Rolle.

### Die Entwicklung der Theorie: „Über Goethes Meister“
Als die Brüder Schlegel das Athenäum in Jena gründeten, hatte Friedrich gerade zwei Jahre produktiven Symphilosophierens – wie er es nannte – mit dem (Religions-)Philosophen Friedrich Daniel Ernst Schleiermacher in Berlin hinter sich. Die beiden Freunde lebten in einer kleinen Wohnung, lasen gemeinsam Fichtes Wissenschaftslehre, übersetzten Platon und diskutierten sich die Köpfe heiß. Schlegel versuchte nun, seine philosophischen Überlegungen in ästhetische Bereiche zu übertragen. Als wichtigster Roman, den er seiner neuen Möglichkeit, Romane im romantischen Sinne zu schreiben, zugrunde legte, galt ihm Goethes Wilhelm Meister. Sein von Schleiermacher als Übermeister bezeichneter Essay Über Goethes Meister bildete den Anfang, den Keim der progressiven Universalpoesie.
Schlegel erkannte in Goethes Bildungsroman Tendenzen zu einem neuen romantischen Roman. Gleichzeitig etablierte er mit seiner Kritik, eigentlich einer Rezension, eine Romantheorie. Ein Übermeister nun bedeutet, dass der Autor Friedrich Schlegel genau das aufgegriffen hat, was den Roman Goethes seiner Meinung nach ausmachte, und genau dies in eine neue Form brachte, die als eigenständiger Text für sich selbst stehen konnte. Dieser neue Text aber stellte einen typisch Schlegelschen Text dar. Der Autor des neuen Werkes sollte dabei sichtbar werden.

## Die Umsetzung der Theorie
Viele Autoren haben sich an dieser Theorie abgearbeitet. Als erster Versuch ist sicherlich Schlegels eigener Roman zu nennen: Lucinde. Andere sind: In früher Zeit Heinrich von Ofterdingen von Novalis – von Schlegel selbst als gelungenste Umsetzung der Theorie gelobt –, Godwi von Clemens Brentano – von Schlegel gehasst, aber von der Literaturwissenschaft als gelungenste Umsetzung der Theorie gelobt –, die Lesedramen Ludwig Tiecks wie Der gestiefelte Kater oder Die verkehrte Welt. In der Spätromantik dann Der Parcival von Friedrich de la Motte Fouqué oder Joseph von Eichendorffs Aus dem Leben eines Taugenichts.

### Eine Parodie der Theorie
In seinem Roman Die Nachtwachen des Bonaventura von 1804 parodierte Ernst August Friedrich Klingemann Friedrich Schlegels Athenäumsfragment 116. Klingemann, der in Jena die Vorlesungen von Fichte und August Wilhelm Schlegel gehört hatte, war mit Clemens Brentano befreundet, dessen Roman Godwi als exemplarische Umsetzung der Theorie der Universalpoesie gilt. Man kann davon ausgehen, dass sie ihm daher gut bekannt war, als er sich an die Arbeit zu den Nachtwachen machte. Abgesehen davon, dass sich der gesamte Roman als vorbildliche Umsetzung des Konzeptes lesen lässt, finden sich im achten Kapitel – der „Achten Nachtwache“ – mehrere Elemente, die zum Konzept der Universalpoesie dazugehören, zu einer grotesken Parodie zusammengefügt. So finden wir neben der philosophischen Frage nach Idealität und Realität des Subjektes ein Spiel mit der Darstellung von Leben in der Dichtung und Dichtung im Leben sowie den für Schlegel wichtigen Begriff: das 'Schweben':

Zunächst stellt der Erzähler in diesem Kapitel einen Schriftsteller vor. Wir finden in ihm einen zerrissenen Menschen, der versucht, ein Leben für die Kunst zu führen, jedoch darunter leidet, dass er mit Kunst seinen Lebensunterhalt nicht verdienen kann. Absolut verarmt kann er sich dennoch nicht entschließen, einen 'profanen' Beruf zu ergreifen. Dieser Stadtpoet durchlebt den inneren Konflikt einer typisch romantischen Romanfigur:
Der Stadtpoet auf seinem Dachkämmerchen gehörte auch zu den Idealisten, die man mit Gewalt durch Hunger, Gläubiger, Gerichtsfrohne u. s. w. zu Realisten bekehrt hatte [...].
Mit genau diesem Problem, sich zwischen Idealismus und Realismus entscheiden zu müssen, hatten sich bereits Goethes Wilhelm Meister – den Schlegel 'romantisch' las (s. o.) – und auch Novalis’ Heinrich von Ofterdingen – die von Schlegel selbst autorisierte Fassung der am besten gelungenen Umsetzung der Universalpoesie – herumschlagen müssen.
Der Ich-Erzähler Kreuzgang findet den Poeten in dessen Dachkammer erhängt vor. Dies beschreibt Klingemann in einer Form, die von einer Verwechselbarkeit des Autors mit seinem Werk ausgeht. Schlegel hatte dies als ein wichtiges Charakteristikum der progressiven Universalpoesie gefordert:
Sie [die romantische Poesie] kann sich so in das Dargestellte verlieren, daß man glauben möchte, poetische Individuen jeder Art zu charakterisieren, sei ihr eins und alles; und doch gibt es noch keine Form, die dazu gemacht wäre, den Geist des Autors vollständig auszudrücken: so daß manche Künstler, die nur auch einen Roman schreiben wollten, von ungefähr sich selbst dargestellt haben.
Das Stück, das der Stadtpoet verfasst hat, trägt den Titel „Der Mensch“. Explizit verweist Klingemann in seiner Beschreibung der Szene, darauf, dass der junge Mann, der, da er keinen Namen hat – selbst also nur „ein Mensch“ ist –, zum Protagonisten seines eigenen Stückes wird:
Ich stieg keuchend in den hohen Olymp hinauf und öffnete den Eingang; aber statt eines Trauerspiels, das ich nicht erwartet hatte, fand ich ihrer zwei, das rükgehende vom Verleger, und den Tragiker selbst der das zweite aus dem Stegereife zugleich gedichtet und als Protagonist aufgeführt hatte. Da ihn der tragische Dolch gemangelt, so hatte er in der Eile, was bei einem improvisirten Drama leicht übersehen werden kann, die Schnur die dem auf der Retourfuhre begriffenen Manuscripte als Reisegurt gedient, dazu auserwählt, und schwebte an ihr als ein gen Himmel fahrender Heiliger, recht leicht und mit abgeworfenem Erdenballast über seinem Werke.
In makaberer Weise hat der verzweifelte Poet den Konflikt gelöst. In der Regel heißt die Lösung für einen romantischen Dichter: Schweben, was heißt, dass er beides möglich machen soll, nämlich in der realen Welt wie in der Welt der Dichtung leben, indem er ein beständiges Wechselspiel zwischen beidem vollzieht:
Und doch kann auch sie [die romantische Poesie] am meisten zwischen dem Dargestellten und dem Darstellenden, frei von allem realen und idealen Interesse auf den Flügeln der poetischen Reflexion in der Mitte schweben [...].die Poesie lebendig und gesellig, und das Leben und die Gesellschaft poetisch machen
Sein Leben wird zum Gegenstand der Poesie, aber die Poesie soll auch prägend auf das Leben einwirken. Den Figuren anderer romantischer Romane gelingt das nur bedingt. Wilhelm Meister z. B. kehrt ins bodenständige Leben zurück; er entscheidet sich gegen das 'Schweben' selbst und für die Realität. Heinrich von Ofterdingen hat das Problem noch aufgeschoben: Der Roman ist Fragment geblieben. Das „Schweben“ von Klingemanns Poeten sieht anders aus. Er hat sich nicht dem geforderten Wechselspielaus hingegeben, sondern sich durch seinen Freitod komplett aus der Realität zurückgezogen. Er ist frei von allem realen und idealen Interesse indem er den Erdenballast abgeworfen hat. Dass letztendlich doch die andere Möglichkeit wieder hinzugenommen wird, der Poesie also wieder ihre Berechtigung im Leben zugesprochen wird, zeigt, dass Klingemann hier das Konzept der Universalpoesie umsetzen wollte. Der Autor lässt seiner Dichter-Figur die Möglichkeit, sich komplett im Kunstwerk zu verlieren, ja, selbst Kunstwerk zu werden, indem der seinen Erzähler dessen Tod als Kunstwerk romantischer Art beschreiben lässt. Der Lebende berichtet den Lesern von dem Kunstwerk: „Der Mensch“, das der Selbstmörder vorher ausgestrichen hat – wie es in seinem „Absagebrief“ heißt:
Der Mensch taugt nichts, darum streiche ich ihn aus. Mein Mensch hat keinen Verleger gefunden weder als persona vera noch ficta, für die letzte (meine Tragödie) will kein Buchhändler die Druckkosten herschießen, und um die erste, (mich selbst) bekümmert sich gar der Teufel nicht, und sie lassen mich verhungern [...].